# Slovenska hokejska liga 2009/2010
Sezóna 2009/2010 byla 19. sezónou Slovinské ligy a 1. sezónou, kdy se liga hrála jako turnaj na konci sezóny mezi slovinskými týmy účastnícími se EBEL a Slohokej ligy. Mistrem se stal tým HK Jesenice.

## Základní skupiny

### Základní skupina A
| Poř. | Tým               | Z | V | VP | PP | P | VG | IG | B  |
| ---- | ----------------- | - | - | -- | -- | - | -- | -- | -- |
| 1.   | HK Jesenice       | 4 | 3 | 0  | 1  | 0 | 15 | 4  | 10 |
| 2.   | HK Triglav Kranj  | 4 | 1 | 1  | 0  | 2 | 10 | 11 | 5  |
| 3.   | HK Jesenice Mladi | 4 | 1 | 0  | 0  | 3 | 6  | 16 | 3  |

### Základní skupina B
| Poř. | Tým                 | Z | V | VP | PP | P | VG | IG | B  |
| ---- | ------------------- | - | - | -- | -- | - | -- | -- | -- |
| 1.   | HDD Olimpija Lublaň | 4 | 4 | 0  | 0  | 0 | 27 | 3  | 12 |
| 2.   | HDK Stavbar Maribor | 4 | 2 | 0  | 0  | 2 | 12 | 9  | 6  |
| 3.   | HD HS Olimpija      | 4 | 0 | 0  | 0  | 4 | 3  | 30 | 0  |

## Play off

### O 3. místo
- HDK Stavbar Maribor - HK Triglav Kranj 2:1 (7:2, 5:6 P, 2:0)

### Finále
- HK Jesenice - HDD Olimpija Lublaň 4:2 (8:7, 1:4, 2:3 P, 3:2, 7:1, 2:1 P)